# Vincenzo Alberto Annese
Vincenzo Alberto Annese (* 22. září 1984, Bisceglie, Itálie) je bývalý italský fotbalista a trenér.

## Trenérská kariéra
Od léta 2019 trénoval reprezentaci Belize. Působil také jako trenér mládežnických reprezentací Arménie